# Dedizione di Brescia a Venezia
La dedizione di Brescia a Venezia è il giuramento di fedeltà alla Repubblica di Venezia, pronunciato il 6 ottobre 1426 dal consiglio generale della città e reso efficace il 20 novembre dello stesso anno con la cacciata delle forze milanesi dalla città.